# Dipteryx rosea
Espèce
Classification phylogénétique
Statut de conservation UICN

 VU  : Vulnérable
Dipteryx rosea (synonyme : Dipteryx charapilla) est une espèce de plantes à fleurs de la famille des Fabaceae (Leguminosae).